# Ruminale Stickstoffbilanz
Die Ruminale Stickstoffbilanz (RNB) (von Rumen, der anatomischen Bezeichnung für den Pansen) ist ein Maßstab für eine ausreichende Versorgung der Pansenmikroorganismen von Milch- und Aufzuchtrindern mit Stickstoff.
Die RNB errechnet sich wie folgt:
{\displaystyle RNB={\frac {XP-nXP}{6{,}25}}}
wobei XP für das aufgenommene Rohfutterprotein und nXP für das nutzbare Rohprotein steht.
Die RNB sollte bei ca. null liegen. Damit die mikrobielle Aktivität im Pansen und das Leistungspotential der Tiere vollständig ausgeschöpft werden können, sollte eine möglichst ausgeglichene Stickstoff-Pansenbilanz angestrebt werden. In der Rationsgestaltung gilt es daher, eine mehr als 10%ige Stickstoff-Über- bzw.-Unterversorgung zu verhindern.

## Negative RNB
Bei negativer RNB wurde zu wenig Protein verfüttert. Bei maissilagebetonten Rationen kommt es meist zu einer negativen RNB.

## Positive RNB
Bei positiver RNB wird zu viel Protein verfüttert. Bei grassilagebetonten Rationen kommt es zu einer positiven RNB. Bei Vollweide besteht meist kein Bedarf,  Protein zu ergänzen. Ein hoher Milchharnstoffgehalt (über 300 mg/l Milch) ist ein Hinweis für eine positive RNB. 